# Regió H I
Una regió H I és un núvol format per hidrogen atòmic fred, poc dens i molt feblement ionitzat, al voltant de 10−4 (una partícula entre 10.000), amb temperatures al voltant de 100 K. Aquestes regions HI són d'hidrogen atòmic neutre, mentre que les HII ho són d'hidrogen ionitzat i H₂ d'hidrogen molecular. Les regions HI no emeten radiació en el rang visual, només en el rang de ràdio.
L'emissió està concentrada en una línia espectral procedent de la transició 
superfina d'hidrogen (entre estats en els que l'espín de l'electró i el protó és paral·lel i antiparal·lel) centrada en 1.420 MHz. Aquesta línia de l'hidrogen també és coneguda com la línia de 21 cm i és molt útil per a estudiar la dinàmica de galàxies.
Aquesta línia té una molt baixa probabilitat de transició, per tant requereix gran quantitat de gas d'hidrogen per poder veure-la. En fronts d'ionització, on les regions H I col·lideixen amb el gas ionitzat (com el de les regions HII) aquestes darreres brillen molt més. El mètode de Tully-Fischer usa l'ample d'aquesta línia per a estimar la lluminositat d'una galàxia (el que juntament amb un mesurament de la seva lluentor permet estimar la seva distància).
El mapatge de les emissions H I amb radiotelescopis és una tècnica que s'usa per a determinar l'estructura de les galàxies espirals. També s'usa per a mapar les disrupcions gravitacionals entre galàxies. Quan dues galàxies col·lideixen, el material és ejectat en fils, cosa que permet als astrònoms determinar la direcció del moviment de les galàxies.